# Circondario dell'Altenburger Land
Il circondario dell'Altenburger Land (in tedesco Landkreis Altenburger Land) è un circondario della Turingia, in Germania, con il Pleiße come fiume principale.
Comprende 5 città e 25 comuni.
Capoluogo e centro maggiore è Altenburg.

## Geografia antropica

### Città e comuni
Tra parentesi gli abitanti al 31 dicembre 2021, il capoluogo della comunità amministrativa è contrassegnato da un asterisco.
Comuni indipendenti
1. Altenburg, grande città circondariale (30 670)
2. Lucka, città (3 553)
3. Meuselwitz, città (9 897)

Comuni con funzione di comunità amministrativa

1. Gößnitz, città (3 427), per i comuni di:
  1. Heyersdorf (107)
  2. Ponitz (1 501)
2. Nobitz (7 141), per i comuni di:
  1. Göpfersdorf (222)
  2. Langenleuba-Niederhain (1 732)
3. Schmölln, città (13 620), per il comune di:
  1. Dobitschen (430)

### Comunità amministrative (Verwaltungsgemeinschaften)
- 1. Oberes Sprottental (2 735)

1. Heukewalde (182)
2. Jonaswalde (316)
3. Löbichau (944)
4. Posterstein * (466)
5. Thonhausen (521)
6. Vollmershain (306)

- 2. Pleißenaue (5 134)

1. Fockendorf (784)
2. Gerstenberg (494)
3. Haselbach (806)
4. Treben * (1 161)
5. Windischleuba (1 889)

- 3. Rositz (7 638)

1. Göhren (414)
2. Göllnitz (325)
3. Kriebitzsch (1 001)
4. Lödla (715)
5. Mehna (271)
6. Monstab (390)
7. Rositz * (2 689)
8. Starkenberg (1 833)